# Vlag van Sabah

Vlag van Sabah

De vlag van Sabah is rood, wit en drie verschillende tinten blauw. De berg staat in het kanton zoals in de vlag van 1963, maar nu in donkerblauw op een lichtblauwe achtergrond. Het veld is middenblauw over wit over rood. De berg op de vlag (en het wapen van de staat) is Gunung Kinabalu. De vlag is in gebruik sinds 16 september 1988.
De vijf verschillende kleuren staan voor de vijf divisies in Sabah.
- Een silhouet van Gunung Kinabalu vertegenwoordigt de staat Sabah.
- Zirkoonblauw staat voor vrede en kalmte.
- Ijspegelblauw staat voor eenheid en welvaart.
- Koningsblauw staat voor kracht en harmonie.
- Wit staat voor zuiverheid en rechtvaardigheid.
- Chilipeper Rood staat voor moed en vastberadenheid.

## Geschiedenis

### Eerste vlag (1963–1982)
Op 31 augustus 1963 nam Sabah een vlag met vier strepen aan (rood over wit over geel over blauw) met een groen kanton en een bruine berg - symbool van Mount Kinabalu. Het groene kanton staat voor het jonge land en de bossen van de staat, terwijl de bruine kleur van Mount Kinabalu staat voor de eenheid van het volk. De rode streep staat voor moed en de bereidheid om offers te brengen voor het land, wit voor zuiverheid, geel voor de rijkdom van de staat en blauw voor vrede en geluk.

### Tweede vlag (1982–1988)
Het tweede vlagontwerp werd in 1981 gemaakt door de regering van de deelstaat Sabah People's United Front Party (BERJAYA). Hij werd officieel aangenomen op 1 januari 1982. Hij had een heel ander ontwerp dan de vorige: blauw over wit met een rode driehoek aan de hijs. Hij lijkt op de Trisakti-vlag die tot 31 augustus 1988 werd gebruikt door de naburige staat Sarawak, die rood over wit was met een blauwe driehoek op de hijs.

### Historische vlaggen

Brits Noord-Borneo (1882–1902)
Brits Noord-Borneo (1902–1946)
Vlag van de gouverneur van Brits Noord-Borneo (1882–1903)
Vlag van de gouverneur van Brits Noord-Borneo (1903–1915)
Vlag van de gouverneur van Brits Noord-Borneo (1915–1946)
Kroonkolonie van Noord-Borneo (1948–1963)
Vlag van de gouverneur van Kroonkolonie van Noord-Borneo (1948–1963)
Sabah (1963-1982)
Sabah (1982-1988)
Sabah (sinds 1988)